# Street's Disciple
Albums de Nas
God's Son
(2002) Hip Hop Is Dead
(2006)
Singles
1. Thief's Theme
Sortie : 29 juin 2004
2. Bridging the Gap
Sortie : 5 octobre 2004
3. Just a Moment
Sortie : 22 février 2005

Street's Disciple est le septième album studio de Nas, sorti le 29 novembre 2004 en France et le 30 novembre 2004 aux États-Unis.

## Réception

### Critique
Street's Disciple a reçu des critiques plutôt positives, le site Metacritic lui octroyant la note de 80 sur 100, pour 16 critiques recensées.
Jeff Vrabel du Chicago Sun-Times le note 3½/4 stars et le décrit comme un album « ambitieux ». Dorian Lynskey de The Guardian lui donne 4 sur 5 et pense que c'est un « double album persuasif ». New Musical Express le note 9/10. Avec son A–, Robert Christgau du Village Voice pense que c'est un album ambitieux mais pas hautain et souligne la maturité des paroles du rappeur. Dans Rolling Stone, Jon Caramnica donne à Street's Disciple la note de 4 sur 5. Noah Callahan-Bever de Vibe trouve que l'album est « Uniformément solide » mais regrette une certaine routine.

### Performance commerciale
L'album débute à la 5e place du Billboard 200, avec 232 000 copies vendues aux États-Unis la première semaine. Il atteint également la seconde marche du Top R&B/Hip-Hop Albums.
En janvier 2005, l'album s'est vendu à environ 500 000 exemplaires sur le sol américain. Le 18 novembre 2005, Street's Disciple est certifié disque de platine par la Recording Industry Association of America (RIAA), représentant 1 million de ventes. C'est le septième album certifié ainsi consécutivement pour Nas.
Les singles ont cependant un succès plus modéré : Bridging the Gap est le seul à se classer au Billboard Hot 100.

## Liste des titres
| 1.  | Intro                                                                                                | Ike's Rap I d'Isaac Hayes                                             | 1:50 |
| 2.  | A Message to the Feds, Sincerely, We the People (Produit par Chucky Thompson, Salaam Remi et L.E.S.) |                                                                       | 2:15 |
| 3.  | Nazareth Savage (Produit par Salaam Remi)                                                            | I'm Gonna Love You Just a Little More Babe de Jimmy Smith             | 2:40 |
| 4.  | American Way (featuring Kelis – Produit par Q-Tip)                                                   | Atomic Dog de George Clinton                                          | 4:09 |
| 5.  | These Are Our Heroes (featuring Patrice Rushen – Produit par Buckwild)                               | This Is All I Really Know de Patrice Rushen                           | 4:22 |
| 6.  | Disciple (Produit par L.E.S.)                                                                        | Stiletto de Billy Joel                                                | 3:00 |
| 7.  | Sekou Story (featuring Scarlett – Produit par Salaam Remi)                                           | Take Me Just as I Am de Lyn Collins Small Time Hustler des Dismasters | 2:56 |
| 8.  | Live Now (featuring Scarlett – Produit par Chucky Thompson et Barnardo « Nardo » Williams)           | Fantasy d'Earth, Wind and Fire                                        | 4:30 |
| 9.  | Rest of My Life (featuring Amerie et Earth, Wind and Fire – Produit par Chucky Thompson et L.E.S.)   | The Rest of My Life de Yutaka Yokokura                                | 3:50 |
| 10. | Just a Moment (featuring Quan – Produit par L.E.S.)                                                  | Will You Cry (When You Hear This Song) de Chic                        | 4:23 |
| 11. | Reason (featuring Emily – Produit par Chucky Thompson et L.E.S.)                                     |                                                                       | 4:47 |
| 12. | You Know My Style (Produit par Salaam Remi)                                                          | Jam Master Jay de Run–DMC                                             | 2:52 |

| 1.  | Suicide Bounce (featuring Busta Rhymes – Produit par Nas)                                | Dead Presidents Theme de Danny Elfman | 3:57 |
| 2.  | Street's Disciple (featuring Olu Dara et Gladys Knight – Produit par Salaam Remi)        | The Child Needs Its Father de Gladys Knight & the Pips Lifetime Monologue de Lou Rawls Get Down de Nas The World Is Yours (Tip Mix) de Nas | 3:57 |
| 3.  | U.B.R. (Unauthorized Biography of Rakim) (Produit par Nas)                               | | 3:38 |
| 4.  | Virgo (featuring Ludacris et Doug E. Fresh – Produit par Salaam Remi)                    | La Di Da Di de Doug E. Fresh et Slick Rick                                                                                                 | 3:26 |
| 5.  | Remember the Times (Intro)                                                               | | 0:51 |
| 6.  | Remember the Times (Produit par L.E.S.)                                                  | We Do It de Carol Douglas | 3:23 |
| 7.  | The Makings of a Perfect Bitch (Produit par L.E.S., T. Black et Nut)                     | | 3:15 |
| 8.  | Getting Married (Produit par Chucky Thompson)                                            | Ike's Mood I d'Isaac Hayes I'm Glad You're Mine d'Al Green Me and My Microphone d'A+ featuring Q-Tip K-I-S-S-I-N-G de Nas                  | 3:46 |
| 9.  | No One Else in the Room (featuring Maxwell – Produit par Chucky Thompson et Salaam Remi) | | 5:08 |
| 10. | Bridging the Gap (featuring Olu Dara – Produit par Salaam Remi)                          | Mannish Boy de Muddy Waters Double Barrel de Dave & Ansel Collins 9mm Goes Bang des Boogie Down Productions                                | 3:56 |
| 11. | War (featuring Keon Bryce – Produit par Salaam Remi)                                     | Goin' Out of My Head de Little Anthony and the Imperials Is It Him or Me de Jackie Jackson                                                 | 4:17 |
| 12. | Me & You (Dedicated to Destiny) (Produit par L.E.S. et Herb « Staff » Middleton)         | If This World Were Mine de Marvin Gaye et Tammi Terrell                                                                                    | 3:26 |
| 13. | Thief's Theme (Produit par Salaam Remi)                                                  | In-A-Gadda-Da-Vida de l'Incredible Bongo Band The World Is Yours de Nas                                                                    | 2:59 |
| 14. | Just a Moment (Remix) (featuring Chic et Freeway – Produit par L.E.S.)                   | | 4:25 |

## Classements
| Pays / classement (2004)            | Meilleure position |
| ----------------------------------- | ------------------ |
| Pays-Bas (Mega Album Top 100)       | 82                 |
| France (SNEP)                       | 54                 |
| Japon (Oricon)                      | 38                 |
| Norvège (VG-lista)                  | 40                 |
| Suisse (Schweizer Hitparade)        | 27                 |
| Royaume-Uni (UK Albums Chart)       | 45                 |
| États-Unis (Billboard 200)          | 5                  |
| États-Unis (Top R&B/Hip-Hop Albums) | 2                  |